# Făgețel (gmina Remetea)
Făgețel (węg. Kicsibükk) – wieś w Rumunii, w okręgu Harghita, w gminie Remetea. W 2011 roku liczyła 19 mieszkańców.